# Gaius Aurelius Cotta (consul in 252 v.Chr.)
Gaius Aurelius Cotta was een Romeinse politicus, die leefde in de 3e eeuw v.Chr. Hij was een lid van de invloedrijke gens Aurelia.
Hij was een consul in 252 v.Chr. samen met Publius Servilius Geminus en beide consuls voerden oorlog tegen de Carthagers op Sicilië. Naast verscheidene andere plaatsen namen ze ook Himera in, maar haar inwoners waren in het geheim verwijderd door de Carthagers. Nadien leende Cotta schepen van Hiero, en na ze te hebben verenigd met de restanten van de Romeinse vloot, voer hij naar Lipara, waarbij hij de blokkade ervan overliet aan zijn tribunus, Quintus Cassius, met de expliciete opdracht niet ten strijde te trekken. Maar tijdens de afwezigheid van de consul kon het niet laten zichzelf tot een gevecht te laten verleiden, waarbij velen Romeinen omkwamen. Toen Cotta dit vernam, keerde hij terug naar Lipara, belegerde haar en nam de stad in. Hij haalde haar inwoners over het zwaard en ontnam Cassius van zijn ambt van tribunus. Cotta werd geëerd voor zijn strikte discipline welke hij behield onder zijn troepen, en van welke verscheidene verslagen zijn overgeleverd. Tijdens de belegering van Lipara werd een van zijn eigen bloedverwanten, Publius Aurelius Pecuniola, gegeseld en gedegradeerd tot gregarius miles, omdat door zijn schuld een deel van de castra vuur had gevat, waarop bijna het hele castra in handen gevallen was van de vijand. Het was waarschijnlijk tijdens dezelfde campagne, dat hij met grote strengheid optrad tegen de equites die weigerden zijn commando's op te volgen. Aan het einde van zijn consulaat triomfeerde Cotta over de Carthagers en Sicilianen. In 248 v.Chr. werd opnieuw consul tezamen met zijn oud-collega, Publius Servilius Geminus, en vocht opnieuw op Sicilië tegen de Carthagers. Carthalo, aanvoerder van de Carthaagse vloot, poogde zonder veel succes een afleidmanoeuvre te doen door de kusten van Italië aan te vallen.

## Referentie
- W. Smith, art. Cotta (1), in W. Smith (ed.), A dictionary of Greek and Roman biography and mythology, I, Londen, 1870, pp. 866-867.